# Club de Deportes Melipilla
O Club de Deportes Melipilla é um clube de futebol do Chile, com sede em Melipilla, comuna da Região Metropolitana de Santiago. Foi fundado em 24 de janeiro de 1992, como sucessor do Club Deportivo Soinca Bata. A instituição conquistou dois títulos da Primera "B" (em 2004 e 2006), a segunda divisão do futebol profissional chileno.
O clube manda seus jogos no Estádio Municipal Roberto Bravo Santibáñez, também localizado em Melipilla, inaugurado em 1942 e com capacidade entre 6.000 espectadores. O clube tem como clássico rival o San Antonio Unido, confronto conhecido como "Clássico do Maipo", ou "O Dérbi do Maipo".

## História
O Club de Deportes Melipilla foi fundado em 24 de janeiro de 1992. Representando a cidade homônima, localizada na Região Metropolitana de Santiago, o clube é o sucessor do extinto Club Deportivo Soínca Bata. Como o Soinca Bata decidiu não dar continuidade à sua participação na Segunda Divisão, o novo clube acabou herdando o seu elenco e o direito federativo de competir na Divisão de Acesso do futebol chileno. Já no mesmo ano, em 1992, conquistou o acesso à Primeira Divisão por meio da Liguilla de Promoción.
Sua permanência na divisão de elite foi breve, sendo rebaixado em 1993 para a Segunda Divisão, onde permaneceu entre 1994 e 2004. Em 2004, sob o comando de Juan Ubilla, conquistaram seu primeiro título profissional, na Primera B do futebol chileno. Acabou disputando apenas a temporada de 2005 na elite.
Em 2006, a equipe melipillana voltou a levantar o troféu da "Série B", desta vez sob a direção técnica do estreante Luis Musrri. Entre 2007 e 2008, disputaram a elite do futebol nacional, mas atingiram o fundo do poço em 2009, quando enfrentaram uma grave crise institucional e financeira, que resultou em um rebaixamento administrativo para a Terceira Divisão (Tercera División; depois chamada Tercera División A).
Com a criação da Segunda Divisão Profissional (Segunda División Profesional; uma nova terceira divisão), em 2012, foi convidado a participar dessa categoria, na qual competiu até 2017. Nesse ano, conquistou o acesso após vencer uma polêmica decisão contra o Deportes Vallenar, em que a equipe do Valle del Huasco não se apresentou para a repetição [alternadas] das cobranças de pênaltis.
Na temporada de 2020, o Melipilla voltou à divisão de honra, ao derrotar o Unión San Felipe na fase final do segundo acesso. Em 27 de dezembro de 2021, o clube foi expulso da Associação Nacional de Futebol Profissional (ANFP) devido a irregularidades nos contratos de seus jogadores. Contudo, em 13 de janeiro de 2022, a Segunda Sala [ou Turma] do Tribunal Disciplinar da ANFP revogou a expulsão e determinou a perda de seis pontos, o que provocou seu rebaixamento direto à Primera B.
Após uma temporada em que o clube contou com três treinadores diferentes, no dia 24 de outubro de 2022, ao ser derrotado por 1 a 2 diante do Deportes Santa Cruz, o Melipilla consumou um novo rebaixamento, desta vez para a terceira divisão (no Chile conhecida como Segunda Divisão Profissional).

## Cronologia no Campeonato Chileno de Futebol
| Período | Período | Nível            | Nível        | Competição                     | Organização                                 | Organização |
| ------- | ------- | ---------------- | ------------ | ------------------------------ | ------------------------------------------- | ----------- |
| 1992    | 1992    | Segunda divisão  | Profissional | Segunda División               | Associação Nacional do Futebol Profissional | ANFP        |
| 1993    | 1993    | Primeira divisão | Profissional | Primera División               | Associação Nacional do Futebol Profissional | ANFP        |
| 1994    | 2004    | Segunda divisão  | Profissional | Segunda División / Primera "B" | Associação Nacional do Futebol Profissional | ANFP        |
| 2005    | 2005    | Primeira divisão | Profissional | Primera División               | Associação Nacional do Futebol Profissional | ANFP        |
| 2006    | 2006    | Segunda divisão  | Profissional | Primera "B"                    | Associação Nacional do Futebol Profissional | ANFP        |
| 2007    | 2008    | Primeira divisão | Profissional | Primera División               | Associação Nacional do Futebol Profissional | ANFP        |
| 2009    | 2009    | Segunda divisão  | Profissional | Primera "B"                    | Associação Nacional do Futebol Profissional | ANFP        |
| 2010    | 2011    | Terceira divisão | Amador       | Tercera División "A"           | Associação Nacional do Futebol Amador       | ANFA        |
| 2012    | 2017    | Terceira divisão | Profissional | Segunda División               | Associação Nacional do Futebol Profissional | ANFP        |
| 2018    | 2020    | Segunda divisão  | Profissional | Primera "B"                    | Associação Nacional do Futebol Profissional | ANFP        |
| 2021    | 2021    | Primeira divisão | Profissional | Primera División               | Associação Nacional do Futebol Profissional | ANFP        |
| 2022    | 2022    | Segunda divisão  | Profissional | Primera "B"                    | Associação Nacional do Futebol Profissional | ANFP        |
| 2023    | hoje    | Terceira divisão | Profissional | Segunda División'              | Associação Nacional do Futebol Profissional | ANFP        |

## Títulos
| CAMPEONATOS NACIONAIS        | CAMPEONATOS NACIONAIS | CAMPEONATOS NACIONAIS | CAMPEONATOS NACIONAIS | CAMPEONATOS NACIONAIS |
| Nível                        | Nível                 | Competição            | Título                | Ano                   |
| ---------------------------- | --------------------- | --------------------- | --------------------- | --------------------- |
| Segunda divisão              | Profissional          | Primera B             | 2                     | 2004 e 2006           |
| OUTRAS CAMPANHAS DE DESTAQUE |                       |                       |                       |                       |
| Nível                        | Nível                 | Competição            | Feito                 | Ano                   |
| Terceira divisão             | Profissional          | Segunda División      | Vice-campeã           | 2016–17, 2023, 2024   |